# György Dózsa

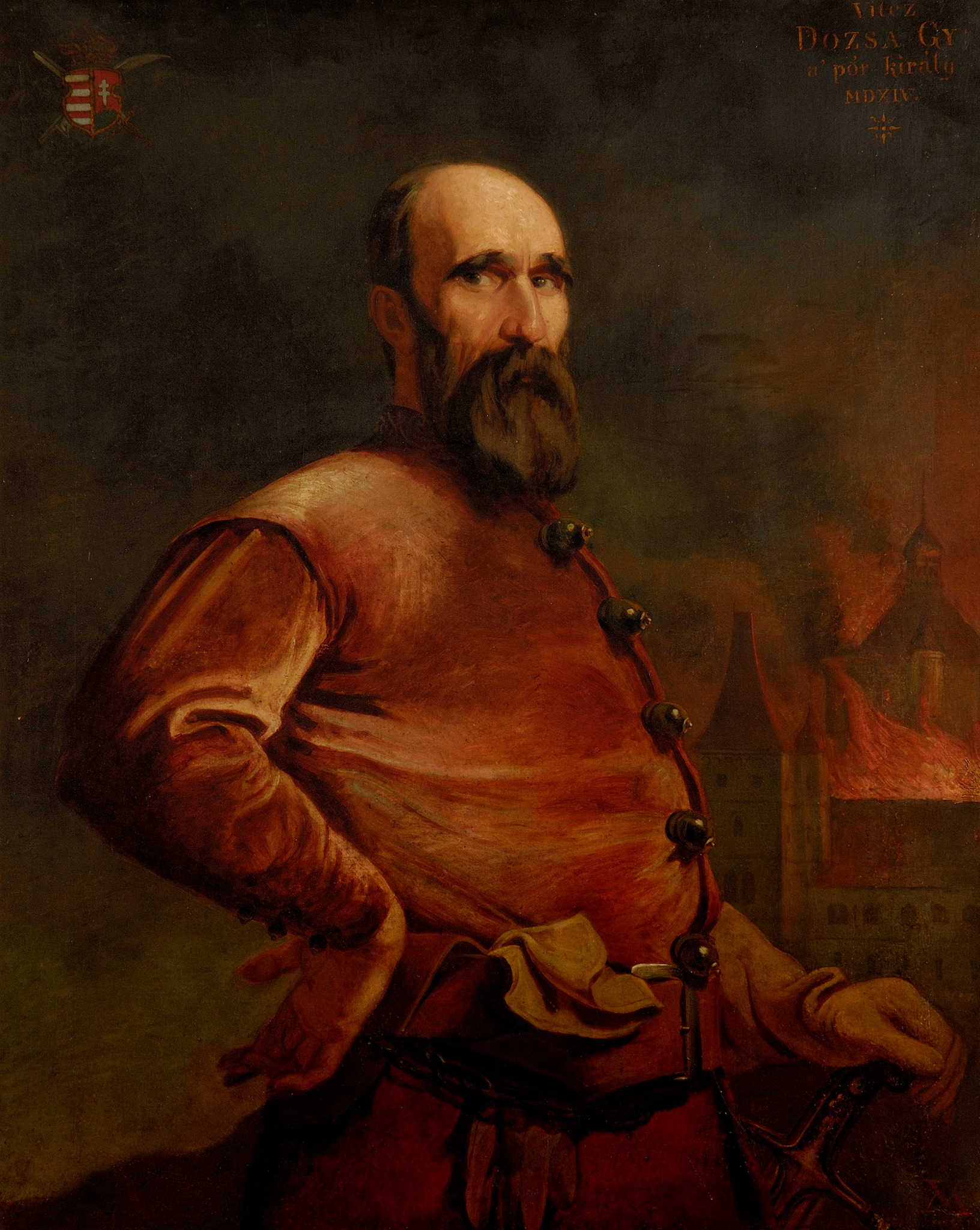
Dózsa György, nachempfundene Darstellung Viktor Madarász (1840–1917)

György Dózsa, deutsch Georg Dózsa, (ungarisch: Dózsa György, rumänisch: Gheorghe Doja, slowakisch: Juraj Dóža, kroatisch: Juraj Doža; * um 1470 in Dálnok; † 20. Juli 1514 in Temeswar) war ein szeklerischer Kleinadliger aus Siebenbürgen. Er hatte sich als Reiterhauptmann in den Türkenkriegen hervorgetan und wurde vom ungarischen König Vladislav II. in den Ritterstand erhoben. Er war der Anführer des nach ihm benannten Bauernaufstandes gegen die ungarischen Magnaten.

## Leben
Unter dem schwachen König Vladislav II. hatten die ungarischen Magnaten ihre Macht ständig vergrößert. Die damit einhergehende Unterdrückung der armen Landbevölkerung führte zu großer Unzufriedenheit. Zudem begannen sich in weiten Teilen Europas die Ideen der Reformation zu verbreiten. In dieser angespannten Situation rief der neue Papst Leo X. zu einem weiteren Kreuzzug gegen die Türken auf. 1513 wurde György Dózsa von Tamás Bakócz mit der Aufstellung und Führung eines Kreuzzugheeres beauftragt. Innerhalb kurzer Zeit sammelten sich in mehreren Städten 100.000 so genannte Kuruzen, zum großen Teil Bauern, die ihrem schweren und kargen Leben entfliehen wollten. Das stieß auf den Widerstand der Großgrundbesitzer, die den Verlust ihrer billigen Arbeitskräfte befürchteten. Außerdem sahen sie in der Bewaffnung der Bauern eine große Gefahr. Sie unterdrückten die zurückgebliebene Bevölkerung brutal und weigerten sich, das Kreuzzugsheer mit Lebensmitteln zu versorgen. So kam es zum Aufstand.
György Dózsa stellte sich an die Spitze der Rebellion, der sich auch viele Geistliche anschlossen. Der Pfarrer Lörincz Mészáros wurde der geistige Führer des Aufstandes. Die Aufständischen forderten Gleichheit für alle Untertanen des Königs von Ungarn und die Abschaffung der feudalen Vorrechte des Adels. Vergeblich wurde die Bulle des Papstes widerrufen und ebenso vergeblich wurden die Bauern aufgerufen, in ihre Dörfer zurückzukehren. Bewaffnete Bauernscharen zogen plündernd und mordend durch das Land.
 ... wir werden ... an den Giebeln Eurer Haustore Euch aufhängen, Euch spießen lassen, wir werden Eure Güter verheeren und vergeuden, Eure Weiber und Kinder umbringen.

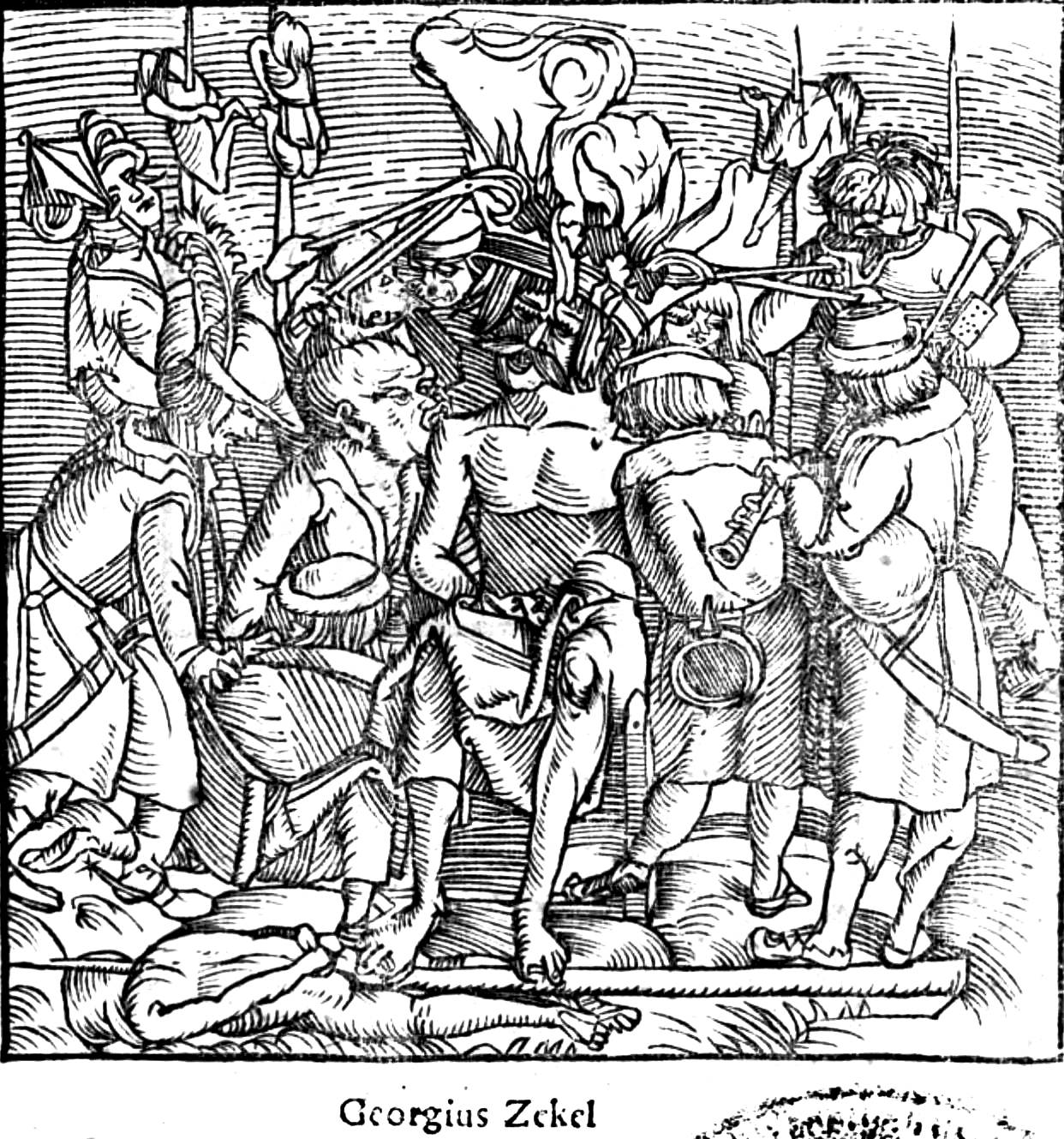
György Dózsas Hinrichtung

In aller Eile stellte Johann Zápolya, der Fürst von Siebenbürgen, ein Söldnerheer auf. So konnten viele der schlecht organisierten Bauern besiegt werden. Doch György Dózsa zog mit einem großen Teil des Bauernheeres über die Theiß und fiel im Kreischgebiet und Banat ein. Im Sommer 1514 belagerten sie Temeswar.
Am 15. Juli 1514 traf Johann Zápolya mit seinem Heer vor Temeswar ein und stellte sich zum Kampf. Zunächst konnten sich die Bauern unter Dózsas Führung gegen die kampferprobten Söldner behaupten. Doch als die Truppen des Comes von Temeswar, István Báthory, eingriffen, war die Niederlage der Bauern besiegelt. Die Anführer wurden auf Zápolyas Geheiß gefoltert. György Dózsa wurde, als „Bauernkönig“ verhöhnt, auf einen rot glühend erhitzten Eisenstuhl gesetzt, mit Krone und Zepter, ebenfalls rot glühend. Sein Körper wurde gevierteilt und in Ungarns Städten zur Schau gestellt.
Zur Hinrichtung Dózsas aus Wilhelm Zimmermanns Buch: Großer Deutscher Bauernkrieg
"...Seine nächsten Diener, im Ganzen vierzig an der Zahl, wurden in einen scheußlichen Kerker geworfen. Jede Nahrung blieb ihnen entzogen. So schmachteten sie Tag für Tag dem Tod entgegen, am vierzehnten Tage lebten noch neun, die anderen waren verhungert. Jetzt ward ihr Kerker geöffnet, sie wurden herausgeführt vor Georg Dózsa, ihren Hauptmann. Diesen hatte teuflische Grausamkeit zu ausgedachter Qual aufgespart und erhalten.
Da stand er, um und um mit Ketten beladen, als seine Genossen vor ihn geführt wurden.Auf dem Platze stand ein eiserner Thron, Zápolya hatte ihn fertigen lassen. Vor Dózsas Augen ward er glühend gemacht, die Henker faßten ihn und setzten ihr darauf, drückten ihm eine glühende Krone auf das Haupt und legten ihm ein glühendes Zepter in den Arm.
Jetzt wurden mit Lanzenstößen und Schwerthieben seine neun ausgehungerten Gefährten auf ihn zugetrieben und ihnen zugeschrien, ihr Leben zu erkaufen dadurch, dass sie vom Fleisch ihres Hauptmannes fräßen. Drei waren nicht zu bewegen, sie wurden in Stücke gehauen; sechs machten sich an den fürchterlichen Fraß. "Hunde!" rief Dózsa, sonst kam kein Wort, kein Schmerzenslaut über seine Lippen. Mit glühenden Zangen zerrissen gab er seinen Geist auf."
Nach der Niederschlagung des Aufstandes erließen die ungarischen Magnaten Gesetze, die die Leibeigenschaft der Bauern für die nächsten Jahrhunderte festschrieben und ihnen faktisch alle Bürgerrechte entzogen.

## Historische Bedeutung
Während György Dózsa für die einen ein Aufrührer, Mörder und Räuber war, wurde er für die anderen zu einem Märtyrer. In Ungarn wird er heute neben Sándor Petőfi und Lajos Kossuth als Nationalheld verehrt. Zahlreiche Straßen sowie eine Station der Budapester Metro sind nach ihm benannt. Der ungarische Komponist Ferenc Erkel widmete ihm eine Oper. Der Nationaldichter Sándor Petőfi verewigte 1848 Dózsas Tod in dem Gedicht Még kér a nép (Noch bittet euch das Volk, 1847):
Még kér a nép, most adjatok neki!
Vagy nem tudjátok, mily szörnyű a nép,
Ha fölkel és nem kér, de vesz, ragad?
Nem hallottátok Dózsa György hirét?
Izzó vastrónon őt elégetétek,
De szellemét a tűz nem égeté meg,
Mert az maga tűz; ugy vigyázzatok:
Ismét pusztíthat e láng rajtatok!
(Deutsche Übersetzung:
Noch bittet euch das Volk, lasst euch erweichen!
Das Volk wird furchtbar, wenn es aufbegehrt.
Wenn mit Gewalt sich’s nimmt, was ihr verweigert!
Ihr Herrn, habt ihr von Dózsa nie gehört?
Man ließ ihn auf dem Eisenthron verbrennen.
Hat das Gedenken man so ins Gegenteil verkehrt?
Sein Geist ist selber Feuer! Drum gebt acht,
Dass er nicht plötzlich euch zu Asche macht.)
Die Statue der Heiligen Maria in Elisabetin, dem III. Bezirk Timișoaras, erinnert heute an den Ort von György Dózsas Tod.
Zwischen 1950 und 1991 trug der erfolgreiche Budapester Sportverein Újpest Budapest den Namen Dózsas im Vereinsnamen: Újpesti Dózsa.

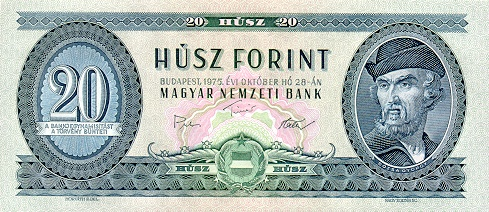
Georg Dózsa auf einem ehemaligen 20-Forint-Schein